# Кахими Кари
Кахими Кари (カヒミ・カリィ Kahimi Karī), настоящее имя Mari Hiki (比企マリ; род. 15 марта 1968) — японский музыкант в стиле сибуя-кэй. Кахими поёт на английском, французском и японском языках. Многие её ранние песни написаны английским музыкантом Момусом. Также Кахими активно сотрудничает с японским диджеем Корнелиусом, на чьём лейбле Trattoria выпущены многие её мини-альбомы середины 1990-х. В настоящее время живёт в Токио, на протяжении своей карьеры много времени проводила в Париже.

## Биография
Кахими родилась в семье главного врача больницы в Уцуномии. Из-за строгого родительского воспитания, была лишена многих развлечений. В подростковом возрасте увлекалась Сержем Генсбуром.
После окончания школы, переехала в Токио и поступила в колледж для обучения фотографии. Закончив его, некоторое время работала фриланс-фотографом. В 1990, впервые выступила как певица в дуэте с Такако Миникава Fancy Face Groovy Name. В 1994 выпустила свой первый сольный альбом Mike Alway's Diary, спродюсированный популярным японским музыкантом Корнелиусом, при этом их личные отношения широко освещались. В дальнейшем певица приобрела популярность в Европе (особенно Франции), много гастролирует.

## Дискография

### Альбомы
- 1997 - Larme de crocodile (Crue-L KYTHMAK-031DA)
- 1998 - K.K.K.K.K. (Polydor POCP-7296)
- 2000 - Tilt (Polydor POCH-1949)
- 2001 - My Suitor (Polydor)
- 2003 - Trapeziste (Victor VICL-61070)
- 2004 - Montage (Victor VICL-61374)
- 2006 - NUNKI (Victor VICL-62135

### Альбомы ремиксов
- 1998 - a K is a K is a K (Polydor)
- 1998 - Kahimi Karie Remixes (Crue-L KYTHMAK-038D)

### Компиляции
- 1998 - Kahimi Karie (Minty Fresh [US])
- 1998 - The Best Of Trattoria Years Plus More (Trattoria Menu.164/FC-023/PSCR-5708)
- 2000 - K.K.Works 1998-2000 (Polydor)
- 2007 - Specialothers (Victor VICL-62433)

### Мини-альбомы и синглы
- 1992 - Kahimi Karie and the Crue-L Grand Orchestra / Mike Alway's Diary (Crue-L KYTHMAK-003D/CRUKAH-002D)
- 1994 - Girly (Crue-L KYTHMAK-011D/CRUKAH-003D)
- 1995 - I am a kitten (Kahimi Karie sings Momus in Paris) (Crue-L KYTHMAK-015D)
- 1995 - My First Karie (Trattoria Menu.56/PSCR-5348)
- 1995 - Leur L'existence (Trattoria Menu.62/PSCR-9102)
- 1995 - Good Morning World (Trattoria Menu.70/PSDR-5237)
- 1996 - HUMMING ga kikoeru (Trattoria)
- 1996 - Le Roi Soleil (Trattoria Menu.99/PSCR-5500)
- 1997 - Tiny King Kong (Crue-L KYTHMAK-029D)
- 1998 - One Thousand 20th Century Chairs (Polydor POCP-7297)
- 2000 - Once Upon A Time (Polydor POCH-1913)
- 2000 - Journey To The Center Of Me (Polydor POCH-1927)
- 2004 - NaNa (Victor VICL-35620)

### DVD
- 2006 - KOCHAB (Victor VIBL-344)
- 2007 - Muhlifein (Victor VIBL-391)